# 徳島県道185号粟津港線
徳島県道185号粟津港線（とくしまけんどう185ごう あわづこうせん）は、徳島県鳴門市を通る一般県道である。

## 概要
沿線には、徳島県道401号鳴門徳島自転車道線が重複している。

### 路線データ
- 起点：鳴門市里浦町里浦中島（粟津港、徳島県道184号粟津港撫養線起点、徳島県道401号鳴門徳島自転車道線上）
- 終点：鳴門市大津町矢倉六ノ越（国道28号交点、徳島県道401号鳴門徳島自転車道線上）
- 距離：2.281 km[1]

## 歴史
- 1959年（昭和34年）1月31日 - 徳島県道65号粟津港線として認定。
- 1972年（昭和47年）3月10日 - 現在の徳島県道185号として再認定。

## 路線状況

### 重複区間
- 徳島県道401号鳴門徳島自転車道線（鳴門市里浦町里浦中島（起点） - 鳴門市里浦町粟津西浜）
- 徳島県道401号鳴門徳島自転車道線（鳴門市里浦町粟津西浜 - 鳴門市大津町長江東大黒）
- 徳島県道401号鳴門徳島自転車道線（鳴門市大津町徳長前浦ノ越 - 鳴門市大津町矢倉六ノ越（終点））

## 地理

### 通過する自治体
- 徳島県
  - 鳴門市

### 交差する道路
| 交差する道路                                                           | 交差する場所       | 交差する場所 |
| ---------------------------------------------------------------------- | ------------------ | ------------ |
| 徳島県道184号粟津港撫養線 徳島県道401号鳴門徳島自転車道線 重複区間起点 | 里浦町里浦中島     | 起点         |
| 徳島県道401号鳴門徳島自転車道線 重複区間終点                           | 里浦町粟津西浜     |              |
| 徳島県道401号鳴門徳島自転車道線 重複区間起点                           | 里浦町粟津西浜     |              |
| 徳島県道401号鳴門徳島自転車道線 重複区間終点                           | 大津町長江東大黒   |              |
| 徳島県道401号鳴門徳島自転車道線 重複区間起点                           | 大津町徳長前浦ノ越 |              |
| 国道28号 徳島県道401号鳴門徳島自転車道線 重複区間終点                  | 大津町矢倉六ノ越   | 終点         |

### 沿線
- 粟津港